# Oswald Glait
Oswald Glait (* um 1480 bis 1490 in Cham; † 1546 in Wien) war ein deutscher sabbatarischer Täufer. Es findet sich auch die Namensform Oswald Glaidt.

## Leben
Glait stammte aus Cham in der Oberpfalz. Sein Geburtsjahr und seine ersten Lebensjahre liegen weitgehend im Dunkeln. Als ehemals katholischer Pfarrer schloss er sich jedoch schon zu Beginn der 1520er Jahre der lutherischen Reformation an und wirkte einige Zeit als evangelischer Prediger in Leoben in der Steiermark. Von dort begab er sich 1525 ins mährische Nikolsburg, wo es bereits seit 1524 eine von Johannes Spittelmaier geführte lutherische Gemeinde gegeben hatte. Zwei Jahre später unterstützte Glait Jan Dubcanskys Bemühungen, die lutherischen und die hussitischen utraquistischen Gemeinden in Tschechien zu vereinigen. Hierzu nahm Glait auch an einer gemeinsamen Synode in Austerlitz teil.
Nach dessen Scheitern gründete Dubcansky 1528 schließlich die vom Zwinglianismus beeinflusste Glaubensgemeinschaft der Habrowaner Brüder. Glait selber wandte sich unter dem Einfluss des ab Frühsommer 1526 in Nikolsburg wirkenden Balthasar Hubmaier der radikal-reformatorischen Täuferbewegung zu. Hier verfasste er 1527 auch seine Schrift Entschuldigung Osbaldi Glaidt von Chamb, in der er seine täuferisch-reformatorischen Standpunkte rechtfertigte. Als im gleichen Jahr ein theologischer Disput die Nikolsburger Täufer in die Gruppe der Schwertler um Hubmaier und die Stäbler um Hans Hut spaltete, nahm Glait Partei für die Stäbler und folgte schließlich Hans Hut nach Wien. In Wien nahm er an den Versammlungen der Täufergemeinde in der Kärntner Straße teil und taufte zu Pfingsten 1527 den ein Jahr später ermordeten Leonhard Schiemer.
Nach der Verbrennung Balthasar Hubmaiers in Wien im März 1528 wandte sich Glait schließlich ins schlesische Liegnitz, wo auch Kaspar Schwenckfeld wirkte. In Schlesien traf Glait auch mit Andreas Fischer zusammen. In einer 1530 publizierten Schrift vertrat Glait schließlich erstmals die Idee, dass die Feier des Sabbats auch für Christen im neuen Bund bindend sei. In den folgenden Monaten hielt sich Glait vor allem in Preußen auf, wurde jedoch schon 1532 zusammen mit dem täuferisch-spiritualistischen Theologen Johannes Bünderlin aus Preußen ausgewiesen. Wahrscheinlich hielt sich Glait anschließend im böhmischen Falkenau auf, da dort noch bis 1538 eine sabbatarische Gemeinde bestand. Die von Glait begründete Bewegung der Sabbater schien auch auf die Täufergemeinden im Raum Nikolsburg auszustrahlen. Später leitete Glait eine Täufergemeinde bei Jamnitz in Mähren. Im Jahr 1545 wurde Glait in Wien festgenommen und nach über einem Jahr Haft im Herbst 1546 nachts in der Donau ertränkt.
Das von einem unbekannten Autor verfasste Kirchenlied Ihr Jungen und Ihr Alten, nun höret das Gedicht preist seinen Tod als täuferischen Märtyrertod. Von Glait selber sind die beiden Lieder O Sonne Davidt, erhör mein bitt, und lass dich des Erbarmen und Die Zehn Gebote überliefert. Letzteres wurde bereits 1530 als Pamphlet gedruckt und nochmals 1563 in Magdeburg neu aufgelegt.